# Neverwinter Nights: Hordes of the Underdark
A NeverWinter Nights: Hordes of the Underdark a NeverWinter Nights nevű RPG játék kiegészítése, amelyben egy teljesen új történet, rengeteg új lény, új képességek és új haditett található meg. Ezt a játékot is a BioWare fejlesztette ki és az Infogrames (Atari) adta ki. A történet a Shadows of the Undertide nevű NeverWinter Nights kiegészítésének történetét követi.

## Egyjátékos mód történet
A játék egy Waterdeep nevű városban kezdődik, a Yawning Portal nevű kocsmában. A játékos egy különös álmot lát. Megtudjuk, hogy a város pillanatnyilag ostrom alatt áll, a drow elfek támadták meg, akik az Underdark (Mélysötét) világából özönlöttek a felszínre. Tudomásunkra jut, hogy csak egy módon juthatunk be az Underdark-ba: át kell mennünk az őrült mágus, Halaster óriási labirintusán, az Undermountain-en (Hegymélye) keresztül juthatunk az ellenséghez. Ekkor veszi kezdetét a kaland, amely kb. 20 óra játékélményt ígér.

## Újdonságok az eredeti NeverWinterhez képest
- Hat új presztízs osztály: Champion of Torm, Dwarven Defender, Pale Master, Red Dragon Disciple, Shifter, Weapon Master.
- Most már 40-es szintű karakterünk is lehet, nem csak 30-as, mint az eredeti NeverWinterben.
- Egyszerre két társunk is lehet.